# Tangyang (köpinghuvudort i Kina, Jiangsu Sheng, lat 32,64, long 120,69)
Tangyang är en köpinghuvudort i Kina. Den ligger i provinsen Jiangsu, i den östra delen av landet, omkring 190 kilometer öster om provinshuvudstaden Nanjing. Antalet invånare är 42 373. Befolkningen består av 22 831 kvinnor och 19 542 män. Barn under 15 år utgör 9,0 %, vuxna 15-64 år 71 %, och äldre över 65 år 18,0 %.
Runt Tangyang är det tätbefolkat, med 819 invånare per kvadratkilometer. Närmaste större samhälle är Libao, 8,3 km söder om Tangyang. Trakten runt Tangyang består till största delen av jordbruksmark.
Genomsnittlig årsnederbörd är 1 189 millimeter. Den regnigaste månaden är juli, med i genomsnitt 248 mm nederbörd, och den torraste är januari, med 30 mm nederbörd.